# Leti-szigetek
Az indonéz Leti-szigetek (indonézül Kepulauan Leti) a Maluku-szigetek részét képezik, Maluku tartomány délnyugati részén.  A szigetek teljes területe 750 km², lakossága pedig 16 664 fő (2010). A szigetlakók az ausztronéz nyelvcsaládba tartozó leti nyelvet beszélik. A fő megélhetési forrás a mezőgazdaság: a rizs-, kókuszpálma- és dohánytermesztés, az állattenyésztés és a halászat.

## Szigetek
Három jelentősebb sziget tartozik ide: Leti, Moa, és Lakor.
| Sziget | Népesség (fő, 2013) | Terület (km²) | Egyéb                                                                                   |
| ------ | ------------------- | ------------- | --------------------------------------------------------------------------------------- |
| Leti   | 7526                | 243,3         | A nyugati sziget, közepét egy erős közelítéssel háromszög alakú hegygerinc foglalja el. |
| Moa    | 7200                | 959,68        | A középső, egyben legnagyobb sziget. Itt található a legfontosabb település, Pati.      |
| Lakor  | 2094                | 303,32        | A keleti sziget.                                                                        |

## Fordítás
Ez a szócikk részben vagy egészben  a   Leti Islands című angol Wikipédia-szócikk ezen változatának fordításán alapul.  Az eredeti cikk szerkesztőit annak laptörténete sorolja fel. Ez a jelzés csupán a megfogalmazás eredetét és a szerzői jogokat jelzi, nem szolgál a cikkben szereplő információk forrásmegjelöléseként.